# Aloe cyrillei
Aloe cyrillei ist eine Pflanzenart der Gattung der Aloen in der Unterfamilie der Affodillgewächse (Asphodeloideae). Das Artepitheton cyrillei ehrt den Grundschullehrer Cyrille Rakotonanahary.

## Beschreibung

### Vegetative Merkmale
Aloe cyrillei wächst stammlos oder sehr kurz stammbildend. Die fast aufrechten, lanzettlichen, an der Spitze zurückgebogenen Laubblätter bilden Rosetten. Die grüne, rötlich überhauchte Blattspreite ist 40 Zentimeter lang und 8 Zentimeter breit. Die rosafarbenen Zähne am Blattrand sind 5 Millimeter lang und stehen 10 Millimeter voneinander entfernt.

### Blütenstände und Blüten
Der Blütenstand besteht aus vier bis sechs Zweigen und erreicht eine Länge von bis zu 120 Zentimeter. Die ziemlich dichten, zylindrisch-zugespitzten Trauben sind 30 bis 40 Zentimeter lang. Die roten, zugespitzten Brakteen weisen eine Länge von 14 Millimeter auf und sind 1 Millimeter breit. Die gelben Blüten stehen an 7 Millimeter langen, roten  Blütenstielen. Die Blüten sind 25 Millimeter lang. Auf Höhe des Fruchtknotens weisen die Blüten einen Durchmesser von etwa 3 Millimeter auf. Ihre äußeren Perigonblätter sind nicht miteinander verwachsen. Die Staubblätter und der Griffel ragen 1 bis 3 Millimeter aus der Blüte heraus.

## Systematik und Verbreitung
Aloe cyrillei ist auf Madagaskar auf Granitvorkommen in Höhen von etwa 2000 verbreitet. Die Art ist nur vom Typusfundort bekannt.
Die Erstbeschreibung durch Jean-Bernard Castillon wurde 2003 veröffentlicht.

## Nachweise